# Liste der Städte und Gemeinden in Ostfriesland

Die Kommunen in der Region Ostfriesland und deren Lage innerhalb Niedersachsens

Diese Liste der Städte und Gemeinden in Ostfriesland umfasst alle Städte und Gemeinden (sowohl Einheitsgemeinden als auch Samtgemeinden und deren Mitgliedsgemeinden) in Ostfriesland. In dieser Region, bestehend aus der kreisfreien Stadt Emden sowie den Landkreisen Aurich, Leer und Wittmund, leben 463.785 Menschen (Stand 31. Dezember 2023) auf 3.144,26 Quadratkilometern, was einer Dichte von 147,5 Einwohnern pro Quadratkilometer (Ew/km²) entspricht. Damit ist Ostfriesland sowohl im Vergleich zum Land Niedersachsen (168 Ew/km²) als auch im Vergleich zum Bundesdurchschnitt (etwa 237 Ew/km²) dünner besiedelt.
Ostfriesland besteht aus 63 Städten und Gemeinden. Zehn Kommunen haben Stadtrecht, darunter die beiden größten Inseln Borkum (nach Fläche) und Norderney (nach Einwohnern). 35 zumeist kleine Gemeinden mit einer teils nur dreistelligen Einwohnerzahl haben sich zu sechs Samtgemeinden zusammengeschlossen. Während die Samtgemeinde Jümme aus nur drei Mitgliedsgemeinden besteht, umfasst die Samtgemeinde Holtriem acht Gemeinden. Eine Besonderheit gibt es in der Samtgemeinde Esens: Sie besteht aus sechs ländlichen Gemeinden sowie (als Hauptort) der Stadt Esens. Die sechs Samtgemeinden verteilen sich zu gleichen Teilen auf die drei Landkreise Aurich, Leer und Wittmund.
Die zwischen Borkum und Juist gelegenen Inseln Memmert, Kachelotplate und Lütje Hörn (die beiden letzteren sind als Sandbänke definiert) sind in dieser Liste nicht aufgeführt, da sie gemeindefreie Gebiete der Landkreise Aurich (Memmert, 5,17 km²; Kachelotplate, 0,23 km²) und Leer (Lütje Hörn, 0,065 km²) darstellen.  Memmert ist seit 1921 vom jeweiligen für den Naturschutz zuständigen Inselvogt dauerhaft bewohnt. Die Bewohner Memmerts werden als Einwohner ihrer Heimatgemeinde geführt. Auch das Wattenmeer zwischen Festland und Inseln ist in seiner Gesamtheit gemeindefrei.

## Städte und (Samt-)Gemeinden
Diese Liste umfasst sowohl die Samtgemeinden als auch deren Mitgliedsgemeinden. Laut Niedersächsischem Kommunalverfassungsgesetz (NKomVG) haben beide Körperschaften sowohl politische als auch administrative Funktionen. So besitzen die Mitgliedsgemeinden eigene Gemeinderäte, die Samtgemeinden jedoch zusätzlich auch einen Samtgemeinderat. Um Doppelzählungen auszuschließen, sind die Namen der Samtgemeinden fett geschrieben und mit dem nachgestellten Begriff „Samtgemeinde“ versehen. Unter den Bemerkungen ist bei den Samtgemeinden aufgeführt, welche Mitgliedsgemeinden dazugehören (Hauptort fett), und bei den Mitgliedsgemeinden, zu welcher Samtgemeinde sie gehören.
Die aufgeführten Superlative beziehen sich, wenn nicht anders angegeben, auf die Einwohnerzahl. Erwähnt ist ebenfalls, ob eine Kommune an einen nicht-ostfriesischen Landkreis grenzt (und der Name desselben).
Grundlage der Tabelle sind die jeweils aktuellen Jahreszahlen des Niedersächsischen Landesamtes für Statistik. Die Tabelle ist nach Einwohnerzahl (absteigend) vorsortiert, durch Anklicken der Pfeile sind andere Sortierungen möglich.
| Stadt/Gemeinde             | Wappen | Landkreis          | Ein- wohner a | Fläche (km²) | Dichte (Ew/km²) | Bemerkungen | Bilder                                                           |
| -------------------------- | ------ | ------------------ | ------------- | ------------ | --------------- | --- | ---------------------------------------------------------------- |
| Emden, Stadt               |        | (Kreisfreie Stadt) | 49.701        | 112,33       | 442,5           | Kleinste kreisfreie Stadt Niedersachsens, auf Rang 94 der 112 kreisfreien Städte Deutschlands                                                                                                | Rathaus von Emden                                                |
| Aurich, Stadt              |        | Aurich             | 42.394        | 197,21       | 215             | Größte Kommune im Landkreis Aurich | Auricher Schloss                                                 |
| Leer, Stadt                |        | Leer               | 33.992        | 70,30        | 483,5           | Größte Kommune im Landkreis Leer | Rathaus (re.) und Waage von Leer                                 |
| Norden, Stadt              |        | Aurich             | 25.093        | 106,33       | 236             | Nordwestlichste Stadt auf dem deutschen Festland | Gebäudeensemble „Dree Süsters“ (Drei Schwestern) am Norder Markt |
| Moormerland                |        | Leer               | 23.429        | 122          | 192             | Größte ländliche Gemeinde Ostfrieslands | Emssperrwerk bei Gandersum                                       |
| Westoverledingen           |        | Leer               | 21.108        | 111,9        | 188,6           | Grenzt an den Landkreis Emsland | Reformierte Kirche in Ihrhove                                    |
| Wittmund, Stadt            |        | Wittmund           | 20.152        | 210          | 96              | Größte Kommune im Landkreis Wittmund, grenzt an den Landkreis Friesland | Kreishaus des Landkreises Wittmund                               |
| Rhauderfehn                |        | Leer               | 18.228        | 102,92       | 177,1           | Grenzt an den Landkreis Emsland | Kirche und Fehnkanal in Westrhauderfehn                          |
| Südbrookmerland            |        | Aurich             | 18.413        | 96,8         | 190,2           | Größte Landgemeinde im Landkreis Aurich | Lehmhütte im Moormuseum Moordorf                                 |
| Weener, Stadt              |        | Leer               | 15.335        | 81,24        | 188,8           | Einzige Stadt Ostfrieslands westlich der Ems | Hafen von Weener                                                 |
| Esens, Samtgemeinde        |        | Wittmund           | 13.986        | 162,11       | 86,3            | Größte Samtgemeinde Ostfrieslands, größte Landgemeinde im Landkreis Wittmund, umfasst die Stadt Esens sowie die Gemeinden Dunum, Holtgast, Moorweg, Neuharlingersiel, Stedesdorf und Werdum. | Wappenschild des früheren Amtes Esens                            |
| Großefehn                  |        | Aurich             | 14.046        | 127,25       | 110,4           | | Mühle in Spetzerfehn                                             |
| Wiesmoor, Stadt            |        | Aurich             | 13.968        | 82,99        | 168,3           | Jüngste Stadt Ostfrieslands (Stadtrechte seit 2006) | Blumenhalle in Wiesmoor                                          |
| Brookmerland, Samtgemeinde |        | Aurich             | 12.927        | 77,3         | 167,2           | Umfasst die Gemeinden Leezdorf, Marienhafe, Osteel, Rechtsupweg, Upgant-Schott und Wirdum | Störtebekerdenkmal in Marienhafe                                 |
| Ihlow                      |        | Aurich             | 12.461        | 123          | 101,3           | | Fehnkanal und Forst in Ihlowerfehn                               |
| Uplengen                   |        | Leer               | 11.989        | 149          | 80,5            | Grenzt an die Landkreise Ammerland und Friesland | Lengener Meer                                                    |
| Ostrhauderfehn             |        | Leer               | 11.769        | 51           | 230,8           | Grenzt an die Landkreise Cloppenburg und Emsland | Mühle im Ortsteil Idafehn im Morgenlicht                         |
| Krummhörn                  |        | Aurich             | 11.349        | 159,2        | 71,3            | | Pilsumer Leuchtturm                                              |
| Hage, Samtgemeinde         |        | Aurich             | 11.365        | 68,6         | 165,7           | Umfasst die Gemeinden Berumbur, Hage, Hagermarsch, Halbemond und Lütetsburg | Tor zur Vorburg in Lütetsburg                                    |
| Hesel, Samtgemeinde        |        | Leer               | 11.177        | 84,31        | 132,6           | Umfasst die Gemeinden Brinkum, Firrel, Hesel, Holtland, Neukamperfehn und Schwerinsdorf | Gut Stikelkamp                                                   |
| Friedeburg                 |        | Wittmund           | 10.274        | 164          | 62,6            | Grenzt an den Landkreis Friesland | St. Marcus-Kirche in Marx                                        |
| Holtriem, Samtgemeinde     |        | Wittmund           | 9604          | 82,95        | 115,8           | Umfasst die Gemeinden Blomberg, Eversmeer, Nenndorf, Neuschoo, Ochtersum, Schweindorf, Utarp und Westerholt                                                                                  | Rathaus der Samtgemeinde Holtriem in Westerholt                  |
| Großheide                  |        | Aurich             | 8353          | 69,32        | 120,5           | | Berumerfehner Moor                                               |
| Bunde                      |        | Leer               | 7432          | 121          | 61,4            | Ehemalige Samtgemeinde (bis 2001); hat als einzige Kommune Ostfrieslands eine gemeinsame Landgrenze mit den Niederlanden                                                                     | Jüdischer Friedhof in Bunde                                      |
| Esens, Stadt               |        | Wittmund           | 6995          | 26,83        | 260,7           | Hauptort der Samtgemeinde Esens | Esenser Rathaus                                                  |
| Hinte                      |        | Aurich             | 7242          | 48,06        | 150,7           | | Schiefer (Kirch-)Turm von Suurhusen                              |
| Jümme, Samtgemeinde        |        | Leer               | 6836          | 82,34        | 83              | Umfasst die Gemeinden Detern, Filsum und Nortmoor; grenzt an die Landkreise Ammerland und Cloppenburg                                                                                        | Rathaus der Samtgemeinde Jümme in Filsum                         |
| Hage                       |        | Aurich             | 6594          | 16,62        | 396,8           | Hauptort der Samtgemeinde Hage | Galerieholländer in Hage                                         |
| Norderney, Stadt           |        | Aurich             | 5309          | 26,29        | 201,9           | Größte Insel Ostfrieslands (nach Einwohnerzahl) | Das schwarze Kap von Norderney                                   |
| Borkum, Stadt              |        | Leer               | 4337          | 30,74        | 141,1           | Nach Fläche die größte Insel Ostfrieslands und viertgrößte deutsche Nordseeinsel (nach Sylt, Föhr und Pellworm), nordwestlichste Kommune Deutschlands                                        | Hauptstrand im Westen Borkums                                    |
| Hesel                      |        | Leer               | 4770          | 44,02        | 108,4           | Hauptort der Samtgemeinde Hesel, flächengrößte Mitgliedsgemeinde einer ostfriesischen Samtgemeinde                                                                                           | Ludgerikirche                                                    |
| Dornum                     |        | Aurich             | 4386          | 76,78        | 57,1            | Kleinste Einheitsgemeinde auf dem Festland des Landkreises Aurich, ehemalige Samtgemeinde (bis 2001)                                                                                         | Norderburg in Dornum                                             |
| Upgant-Schott              |        | Aurich             | 3598          | 24,78        | 145,2           | Teil der Samtgemeinde Brookmerland | Kirche in Siegelsum                                              |
| Jemgum                     |        | Leer               | 3479          | 78,48        | 44,3            | Kleinste Einheitsgemeinde des Landkreises Leer und auf dem ostfriesischen Festland | Glockenturm der Kirche von Midlum                                |
| Detern                     |        | Leer               | 2810          | 43,3         | 64,9            | Teil der Samtgemeinde Jümme | Burg Stickhausen                                                 |
| Berumbur                   |        | Aurich             | 2679          | 6,42         | 417,3           | Teil der Samtgemeinde Hage | Kiessee in Berumbur                                              |
| Westerholt                 |        | Wittmund           | 2635          | 14,63        | 180,1           | Hauptort der Samtgemeinde Holtriem | Kirche Westerholt                                                |
| Marienhafe                 |        | Aurich             | 2510          | 4,06         | 618,2           | Hauptort der Samtgemeinde Brookmerland, flächenkleinste Gemeinde Ostfrieslands | St. Marien-Kirche in Marienhafe                                  |
| Holtland                   |        | Leer               | 2237          | 14,66        | 152,6           | Teil der Samtgemeinde Hesel | Galerieholländer Holtland                                        |
| Filsum                     |        | Leer               | 2220          | 23,76        | 93,4            | Hauptort der Samtgemeinde Jümme | Brücke über den Nordgeorgsfehnkanal in Brückenfehn               |
| Osteel                     |        | Aurich             | 2024          | 19,9         | 101,7           | Teil der Samtgemeinde Brookmerland | Warnfriedkirche in Osteel                                        |
| Rechtsupweg                |        | Aurich             | 2021          | 5,13         | 394             | Teil der Samtgemeinde Brookmerland | Kirchturm in Rechtsupweg                                         |
| Blomberg                   |        | Wittmund           | 1859          | 12,80        | 145,2           | Teil der Samtgemeinde Holtriem | Kirche in Blomberg                                               |
| Neukamperfehn              |        | Leer               | 1831          | 6,27         | 292             | Teil der Samtgemeinde Hesel | Neuefehnkanal im Ortsteil Neuefehn                               |
| Leezdorf                   |        | Aurich             | 1808          | 8,45         | 214             | Teil der Samtgemeinde Brookmerland | Mühle und Hof in Leezdorf                                        |
| Holtgast                   |        | Wittmund           | 1798          | 24           | 74,9            | Teil der Samtgemeinde Esens | Ehemalige Haltestelle der Ostfriesischen Küstenbahn in Holtgast  |
| Nortmoor                   |        | Leer               | 1806          | 15,34        | 117,7           | Teil der Samtgemeinde Jümme | St. Georg-Kirche                                                 |
| Langeoog                   |        | Wittmund           | 1350          | 19,67        | 68,6            | | Langeooger Hafen                                                 |
| Stedesdorf                 |        | Wittmund           | 1623          | 27,95        | 58,1            | Teil der Samtgemeinde Esens | St. Aegidien-Kirche in Stedesdorf                                |
| Juist                      |        | Aurich             | 1158          | 16,43        | 70,5            | | Juist aus dem All, links Kachelotplate und Vogelinsel Memmert    |
| Neuschoo                   |        | Wittmund           | 1213          | 14,47        | 83,8            | Teil der Samtgemeinde Holtriem | Klinker-Ziegelei in Neuschoo                                     |
| Dunum                      |        | Wittmund           | 1024          | 26,83        | 38,2            | Teil der Samtgemeinde Esens | Kirche in Dunum                                                  |
| Neuharlingersiel           |        | Wittmund           | 957           | 24,55        | 39              | Teil der Samtgemeinde Esens | Neuharlingersieler Hafen                                         |
| Wirdum                     |        | Aurich             | 966           | 14,94        | 64,7            | Teil der Samtgemeinde Brookmerland | Kirche in Wirdum                                                 |
| Halbemond                  |        | Aurich             | 958           | 6,55         | 146,3           | Teil der Samtgemeinde Hage | Motodrom in Halbemond                                            |
| Ochtersum                  |        | Wittmund           | 922           | 10,82        | 85,2            | Teil der Samtgemeinde Holtriem | St. Materniani-Kirche in Ochtersum                               |
| Moorweg                    |        | Wittmund           | 883           | 18,65        | 47,3            | Teil der Samtgemeinde Esens | Wasserwerk Harlingerland in Moorweg                              |
| Spiekeroog                 |        | Wittmund           | 647           | 18,25        | 35,5            | Östlichste Insel Ostfrieslands | Spiekeroog aus der Luft (Blick nach Osten)                       |
| Eversmeer                  |        | Wittmund           | 841           | 11,56        | 72,8            | Teil der Samtgemeinde Holtriem | Hochmoorsee Ewiges Meer                                          |
| Firrel                     |        | Leer               | 811           | 8,26         | 94,1            | Teil der Samtgemeinde Hesel | Andreaskirche in Firrel                                          |
| Brinkum                    |        | Leer               | 806           | 5,51         | 146,3           | Teil der Samtgemeinde Hesel, kleinste Gemeinde des Landkreises Leer | Alte Schule Brinkum                                              |
| Nenndorf                   |        | Wittmund           | 751           | 6,86         | 109,5           | Teil der Samtgemeinde Holtriem | Klinker-Ziegelei in Nenndorf                                     |
| Werdum                     |        | Wittmund           | 706           | 18,45        | 38,3            | Teil der Samtgemeinde Esens | St. Nikolai-Kirche Werdum                                        |
| Lütetsburg                 |        | Aurich             | 728           | 16,73        | 43,5            | Teil der Samtgemeinde Hage | Schloss Lütetsburg                                               |
| Schweindorf                |        | Wittmund           | 732           | 5,44         | 134,6           | Teil der Samtgemeinde Holtriem, kleinste Gemeinde des Landkreises Wittmund | Mühle in Schweindorf                                             |
| Schwerinsdorf              |        | Leer               | 722           | 5,57         | 49,9            | Teil der Samtgemeinde Hesel | Schule in Schwerinsdorf                                          |
| Utarp                      |        | Wittmund           | 651           | 6,37         | 45              | Teil der Samtgemeinde Holtriem | Grundschule in Utarp                                             |
| Baltrum                    |        | Aurich             | 496           | 6,50         | 76,3            | Kleinste Einheitsgemeinde Ostfrieslands | Baltrum aus der Luft (Blick nach Osten)                          |
| Hagermarsch                |        | Aurich             | 406           | 22,32        | 18,2            | Teil der Samtgemeinde Hage, kleinste Gemeinde des Landkreises Aurich und Ostfrieslands | Hof mit Windenergieanlagen in Hagermarsch                        |